# Kwiaty zła (manga)
Kwiaty zła (jap. 惡の華 Aku no hana) – manga autorstwa Shūzō Oshimiego, publikowana na łamach magazynu „Bessatsu Shōnen Magazine” wydawnictwa Kōdansha do września 2009 do maja 2014. Tytuł mangi pochodzi od Kwiatów zła autorstwa Charles’a Baudelaire’a.
Na jej podstawie studio Zexcs wyprodukowało serial anime, który emitowano od kwietnia do czerwca 2013. We wrześniu 2019 ukazała się także adaptacja w postaci filmu aktorskiego.
Polski przekład mangi ukazał się nakładem wydawnictwa Waneko.

## Fabuła

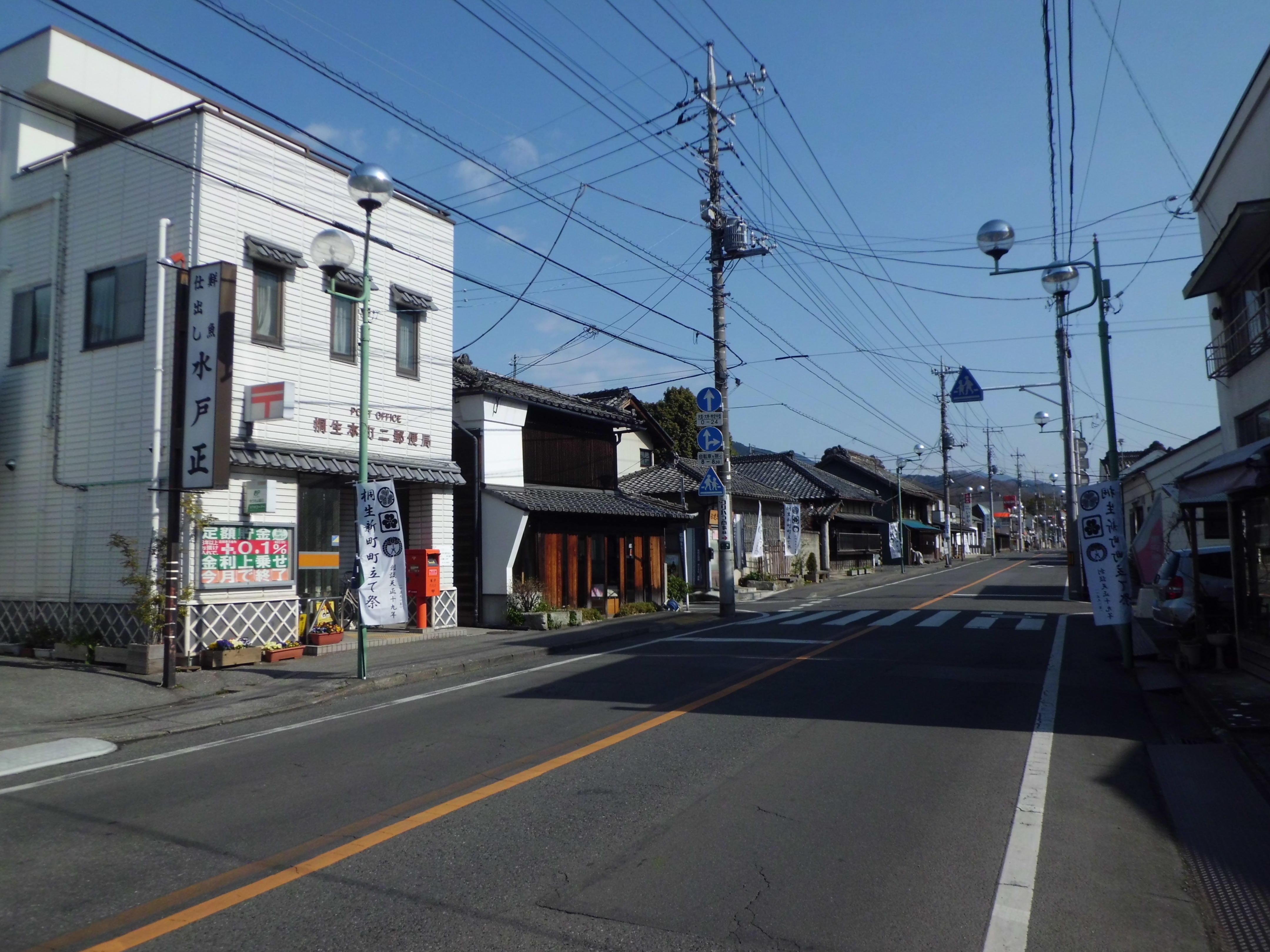
Akcja pierwszej części serii rozgrywa się w Kiryū

Historia rozpoczyna się w małym miasteczku w prefekturze Gunma i opowiada o Takao Kasudze, molu książkowym z gimnazjum, którego ulubioną książką są Kwiaty zła Charles’a Baudelaire’a. Pewnego dnia po szkole, impulsywnie kradnie strój gimnastyczny Nanako Saeki, koleżanki z klasy, w której się podkochuje. Jednak dziewczyna imieniem Sawa Nakamura jest tego świadkiem i szantażuje Kasugę, zmuszając go do zawarcia „kontraktu”. W tym samym czasie Kasuga zbliża się do Saeki i udaje mu się zostać jej chłopakiem.
Kasuga spędza coraz więcej czasu z obiema dziewczynami, ale zaczyna ciążyć na nim poczucie winy za kradzież. Próbuje się przyznać, niszcząc z Nakamurą swoją klasę, jednak Saeki odmawia zerwania z nim. Kiedy jego matka dowiaduje się, że to on był odpowiedzialny za akt wandalizmu, ucieka z domu i próbuje razem z Nakamurą przedostać się rowerem za góry otaczające miasteczko. Saeki dogania ich podczas odpoczynku i próbuje nakłonić Kasugę do powrotu. Nie mogąc wybrać między nimi, chłopak odrzuca obie, po czym policja zabiera całą trójkę z powrotem.
Miesiąc później Kasuga zrywa z Saeki i postanawia pomóc Nakamurze. Pisze esej, aby wyrazić swoje uczucia wobec niej. Kiedy Nakamura ucieka przed nim, Kasuga idzie do jej domu i czyta w jej pamiętniku o rozczarowaniu, że nie udało jej się dostać „na drugą stronę”. Następnie kradnie majtki wszystkich dziewczyn z klasy, z wyjątkiem Saeki, i używa ich do ozdobienia prowizorycznej kryjówki, zyskując w ten sposób aprobatę Nakamury.
Na początku letnich wakacji planują przybić majtki do kawałka sklejki, aby wyeksponować je na nadchodzącym festiwalu. Saeki odkrywa ten plan i zwabia Kasugę do kryjówki, próbując go uwieść i zmusić do pozostania w ich mieście. Gdy on wybiera Nakamurę zamiast niej, Saeki gwałci go, ale Kasuga się opiera, co powoduje, że Saeki podpala kryjówkę.
Saeki później zgłasza się na policję za podpalenie, co skłania jej najlepszą przyjaciółkę Ai Kinoshitę do poinformowania szkoły o przestępstwach Kasugi. Szkoła nie angażuje w sprawę policji, a rodzice Kasugi decydują się przeprowadzić podczas wakacji. Dzień przed festiwalem Nakamura włamuje się do domu Kasugi, atakuje jego ojca, a następnie razem uciekają. Podczas festiwalu przebierają się i wspinają się na szczyt platformy, trzymając w rękach noże. Przeklinają swoje miasto i polewają się naftą, ale zanim zdążą użyć zapalniczki, Nakamura zrzuca Kasugę z platformy, a sama zostaje powalona przez swojego ojca.

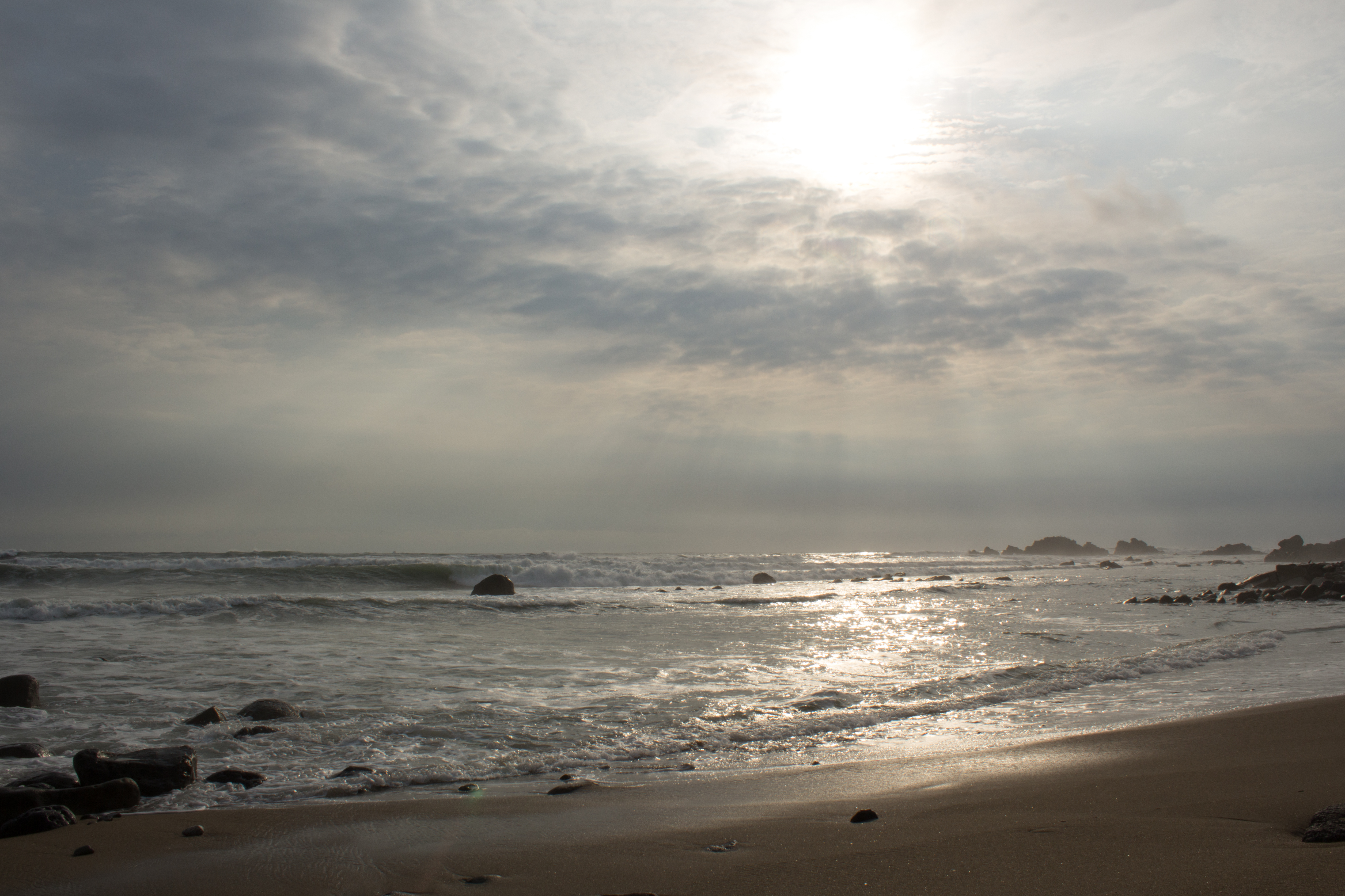
Plaża w Tokawie, gdzie Kasuga i Tokiwa rozmawiają z Nakamurą

Kilka lat później Kasuga uczęszcza do liceum w Ōmiya-ku w Saitamie, jednak wciąż nie może zapomnieć o Nakamurze. Pewnego dnia spotyka swoją koleżankę z klasy, Ayę Tokiwę, która przegląda Kwiaty zła w antykwariacie. Dziewczyna zaczyna pożyczać mu powieści, na nowo rozpalając jego pasję do literatury.
Kasuga odkrywa, że Tokiwa pracuje nad powieścią, i wzrusza się do łez po przeczytaniu jej rękopisu, ponieważ utożsamia się z głównym bohaterem. Kiedy spotyka Saeki podczas lunchu, ta oskarża go o używanie Tokiwy jako zastępstwa dla Nakamury. Kasuga odwiedza Tokiwę w jej miejscu pracy i zaprasza ją na randkę, mówiąc, że ją uratuje, na co ona się zgadza.
Kasuga odwiedza swoje rodzinne miasto z powodu umierającego dziadka i spotyka Kinoshitę, która żałuje, że została porzucona przez Saeki. Kinoshita zdradza Kasudze, gdzie przeprowadziła się Nakamura. Tokiwa kończy pisać swoją powieść, ale Kasuga opowiada jej o swojej przeszłości i pragnieniu ponownego spotkania z Nakamurą. Razem wsiadają do pociągu na stację Tokawa w Chōshi i odnajdują jadłodajnię należącą do matki Nakamury. Ta ostrzega ich, że Nakamura jest teraz „spokojna”, ale Tokiwa nalega, by z nią porozmawiać.
Rozmawiają na pobliskiej plaży, ale Kasuga nie otrzymuje satysfakcjonujących odpowiedzi na swoje pytania. Troje z nich zaczyna się przekomarzać, a Kasuga mówi Nakamurze, że cieszy się, że nie zniknęła. Później Kasuga jest już na studiach i nadal spotyka się z Tokiwą, która pracuje nad kolejną powieścią. Po tym, jak zasypia z Tokiwą, Kasuga śni o więdnącym „kwiecie zła”, a jego blizna znika z dłoni. W śnie widzi przyszłości bohaterów serii: ożenił się z Tokiwą i mają dziecko, Saeki zakłada własną rodzinę i godzi się z Kinoshitą, a Nakamura odnajduje spokój i ostatecznie przeprowadza się do miasta. Pod koniec snu Nakamura spogląda na swój więdnący kwiat zła. Po przebudzeniu Kasuga zaczyna pisać w pustym zeszycie, tak jak robił to w swoim śnie, prawdopodobnie opisując wydarzenia z mangi.
Ostatni rozdział ukazuje perspektywę Nakamury podczas jej pierwszego spotkania z Kasugą. W jej oczach wszystko i wszyscy wokół niej są monochromatyczni i zdeformowani, co symbolizuje jej niechęć do normalności. Kiedy widzi Kasugę kradnącego strój gimnastyczny, jego cechy stają się dla niej wyraźne. Później Nakamura czuje, że powoli wraca do normalnego życia, którego tak nienawidzi. Zanim to następuje, Kasuga pojawia się na rowerze, wypełniając jej świat szczegółami i ciemnym karmazynowym kolorem.

## Bohaterowie
- Takao Kasuga (jap. 春日 高男 Kasuga Takao)

Seiyū: Shin’ichirō Ueda 
Introwertyczny gimnazjalista, który interesuje się literaturą. Czuje się wyobcowany oraz przytłoczony światem wokół siebie. Jego spojrzenie na innych ludzi jest przygnębiające – uważa ich za ignorantów oraz niezdolnych do zrozumienia abstrakcyjnych tematów obecnych w książkach, które czyta, takich jak Kwiaty zła autorstwa Charles’a Baudelaire’a. Ubóstwia swoją koleżankę z klasy, Saeki, którą uważa za szczyt piękna i cnoty, a także nazywa ją swoją muzą i aniołem. Chociaż uważa swoje uwielbienie dla Saeki za czysto platoniczne, nie może powstrzymać się od pociągu seksualnego wobec niej. Kasuga jest głęboko zaniepokojony tymi uczuciami, ponieważ uważa, że deprecjonują one jego kult Saeki i są grzechem przeciwko jej czystości. Początkowo patrzy na Nakamurę z lękiem i obawą, jednak stopniowo rozwija z nią więź. Uczucia, jakie zaczyna żywić wobec Nakamury, nie są romantyczne w tradycyjnym sensie, lecz raczej stanowią połączenie głębokiego podziwu, sympatii i służebności. Odrzuca Saeki, aby podążyć za wizją przyszłości z Nakamurą, w której oboje starają się dostać na „drugą stronę”.
- Sawa Nakamura (jap. 仲村 佐和 Nakamura Sawa)

Seiyū: Mariya Ise 
Koleżanka z klasy Kasugi, która wykazuje całkowitą obojętność wobec otaczającego ją świata oraz pogardę dla każdego, z kim się styka. Jej istnienie jest ignorowane przez innych uczniów, którzy uważają ją za niezrównoważoną. W większości swoich interakcji utrzymuje spłycony afekt, a jej rozmowy są bardzo zwięzłe. Nakamura postrzega świat jako „morze robaków”, które interesują tylko sprawy seksualne. Jest głęboko udręczona nieuchronnością własnej seksualnej natury, a jednocześnie obrzydzona fasadą przyzwoitości, którą prezentuje społeczeństwo. Nakamura postrzega Kasugę jako osobę o charakterze podobnym do swojego, choć wciąż ukrytym pod warstwami przyzwoitości narzuconymi przez społeczeństwo. Postanawia zawrzeć z nim kontrakt, w którym planuje stopniowo usuwać „warstwy”, za którymi się ukrywa. Początkowo jej uczucia wobec Kasugi są raczej chłodne – traktuje go jak obiekt testowy lub zabawkę. Jednak z czasem rozwija głęboko osobiste zainteresowanie jego postępami.
- Nanako Saeki (jap. 佐伯 奈々子 Saeki Nanako)

Seiyū: Yōko Hikasa 
Dziewczyna z klasy Kasugi, w której się podkochuje. Saeki jest uznawana za najlepszą uczennicę w klasie i uważana za popularną i piękną dziewczynę. Po tym, jak broni Nakamury przed resztą klasy i wspiera Kasugę, Saeki zaczyna się nim interesować, a zwłaszcza jego pasją do Kwiatów zła, choć ma trudności ze zrozumieniem jej treści. Uważa, że jest tłamszona przez swoich rodziców, szczególnie docenia fakt, że jest on w stanie pokazać swoje prawdziwe oblicze bez ukrywania swojej osobowości, pragnień czy zainteresowań. Oboje zaczynają się spotykać, a Saeki wyznaje, że pragnie życia, w którym nie musiałaby udawać dobrze wychowanej, opanowanej i skupionej na nauce osoby. Jej związek z Kasugą odzwierciedla jego związek z Nakamurą, a jej nienawiść do samej siebie i idealizowanie go prowadzą ją do popełnienia aktów podpalenia i gwałtu. Później Saeki mieszka w Utsunomiyi, gdzie znalazła nowego chłopaka, który według Tokiwy jest „bardzo podobny” do Kasugi.
- Aya Tokiwa (jap. 常磐 文 Tokiwa Aya)

Postać wprowadzona po raz pierwszy w drugiej części historii. Jest przedstawiona jako wysoka, rudowłosa piękność w tym samym wieku co Kasuga, która jest podziwiana przez jego przyjaciół, ale wiadomo, że spotyka się ze starszym chłopakiem z innej szkoły. Kasuga zauważa, że dziewczyna trzyma w księgarni egzemplarz Kwiatów zła i odkrywa jej zamiłowanie do książek. Pomaga mu ponownie odzyskać zainteresowanie literaturą i zbliża się do niego, do tego stopnia, że wzbudza podejrzenia swojego chłopaka, Kojiego, wobec Kasugi. Kasuga wspiera ją w pisaniu jej powieści.
- Ai Kinoshita (jap. 木下 亜衣 Kinoshita Ai)

Seiyū: Ayako Uemura 
Najlepsza przyjaciółka Saeki. Otwarta i porywcza, bardzo troszczy się o Saeki i zaczyna żywić urazę do Kasugi za ból, który jej sprawił. Później poznaje prawdę od Saeki, gdy zdaje sobie sprawę, że jej przyjaciółka szpiegowała Kasugę i Nakamurę. Czuje potrzebę, by zgłosić ich czyny na policję, ale zostaje skarcona przez Saeki, która wierzy, że zdoła wyciągnąć Kasugę z jego kłopotów. W miarę rozwoju wydarzeń dostrzega również zepsucie Saeki i nie potrafi dłużej wytrzymać, biorąc na siebie odpowiedzialność za ujawnienie działań Kasugi i Nakamury, ale w tym procesie wpływa także na swoją najlepszą przyjaciółkę.
- Yamada (jap. 山田)

Seiyū: Katsutoshi Matsuzaki 
Przyjaciel Kasugi z nadwagą. Jest gadatliwym kpiarzem i nie rozumie fascynacji Kasugi Kwiatami zła.
- Ken Kojima (jap. 小島 建 Kojima Ken)

Seiyū: Shin’ya Hamazoe 
Kolejny przyjaciel Kasugi.

## Produkcja

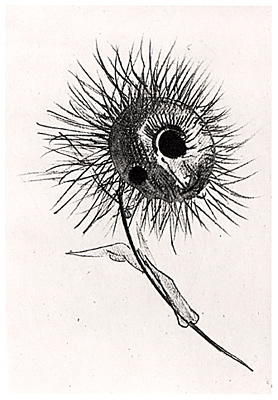
Ilustracja kwiatu autorstwa Odilona Redona w Kwiatach zła, którą Oshimi zmodyfikował na potrzeby mangi

Oshimi po raz pierwszy przeczytał Kwiaty zła Charles’a Baudelaire’a w gimnazjum i uznał książkę za „podejrzaną i obsceniczną, a jednocześnie nieprzyjemnie szlachetną”. Swoją ilustrację kwiatu-oka oparł na ilustracjach swojego ulubionego artysty, Odilona Redona. Oshimi nawiązuje także do innych artystów, np. okładka dziesiątego rozdziału jest inspirowana obrazem „Maja ubrana” autorstwa Francisco Goi.
Jedną z inspiracji Oshimiego była manga Sakura no uta autorstwa Tetsu Adachiego, z której bohaterem mógł się utożsamić. Opisał ją jako „przedstawiającą mroczną samoświadomość i ciemną stronę młodości z zadziwiającą intensywnością...”. Inne mangi, które miały na niego wpływ, to Gekkō no sasayaki autorstwa Masahiko Kikuniego oraz Inu autorstwa Haruko Kashiwagi, które jego zdaniem łączyło to, że były historiami o dojrzewaniu i „odkrywaniu własnego systemu wartości”, co Oshimi miał nadzieję osiągnąć w swojej własnej mandze. Po opublikowaniu drugiego tomu mangi Oshimi dowiedział się o francuskim filmie Mais ne nous délivrez pas du mal i z perspektywy czasu poczuł, że może odnieść się do tematów filmu, w którym „dziewczęta czczą Baudelaire’a i Lautrémonta, tworzą dla siebie królestwo zła i popadają w ruinę...”.
W mandze Oshimi wykorzystał wiele aspektów swojego życia, takich jak sceneria i postacie. Miejsca przedstawione w historii oparte są na prawdziwych lokalizacjach z rodzinnego miasta Oshimiego, takich jak szkolna biblioteka, brzeg rzeki oraz park, w którym Kasuga zostaje ochlapany wodą. Wiele postaci ma również swoje rzeczywiste pierwowzory: Nakamura jest wzorowana na osobie, która nazywała Oshimiego „robakiem” i używała innych podobnych zwrotów, które stosuje Nakamura. Przyjaciel Kasugi, Hiruta, został oparty na koledze Oshimiego z gimnazjum, który zdradził go na rzecz klasowego łobuza.

## Motywy
Jedną z kwestii, które Oshimi chciał poruszyć w mandze, była koncepcja „perwersji”, która jego zdaniem była źle zrozumiana i w rzeczywistości stanowi ukrytą cechę każdego człowieka. Kolejnym pytaniem, na które chciał odpowiedzieć, było to, gdzie kończy się proces dojrzewania. Jego zdaniem początek jest jasno określony przez fizyczne cechy dojrzewania, ale koniec jest niejasny i musi zostać odkryty przez każdego samodzielnie.

## Manga
Seria ukazywała się w magazynie „Bessatsu Shōnen Magazine” od 9 września 2009 do 9 maja 2014. Wydawnictwo Kōdansha zebrało jej 57 rozdziałów w 11 tankōbonach, które wydawane były od 17 marca 2010 do 9 czerwca 2014.
W Polsce manga została wydana w 5 tomach zbiorczych nakładem wydawnictwa Waneko.
| Nr | Język japoński   | Język japoński         | Język polski         | Język polski           |
| Nr | Data wydania     | ISBN                   | Data wydania         | ISBN                   |
| -- | ---------------- | ---------------------- | -------------------- | ---------------------- |
| 1  | 17 marca 2010    | ISBN 978-4-06-384277-7 | 23 lutego 2024       | ISBN 978-83-8242-645-8 |
| 2  | 17 września 2010 | ISBN 978-4-06-384370-5 | 23 lutego 2024       | ISBN 978-83-8242-645-8 |
| 3  | 9 lutego 2011    | ISBN 978-4-06-384436-8 | 23 lutego 2024       | ISBN 978-83-8242-645-8 |
| 4  | 9 sierpnia 2011  | ISBN 978-4-06-384528-0 | 23 kwietnia 2024     | ISBN 978-83-8242-646-5 |
| 5  | 6 stycznia 2012  | ISBN 978-4-06-384611-9 | 23 kwietnia 2024     | ISBN 978-83-8242-646-5 |
| 6  | 8 czerwca 2012   | ISBN 978-4-06-384681-2 | 24 czerwca 2024      | ISBN 978-83-8242-647-2 |
| 7  | 7 grudnia 2012   | ISBN 978-4-06-384761-1 | 24 czerwca 2024      | ISBN 978-83-8242-647-2 |
| 8  | 7 czerwca 2013   | ISBN 978-4-06-384872-4 | 28 sierpnia 2024     | ISBN 978-83-8242-648-9 |
| 9  | 9 sierpnia 2013  | ISBN 978-4-06-394923-0 | 28 sierpnia 2024     | ISBN 978-83-8242-648-9 |
| 10 | 9 stycznia 2014  | ISBN 978-4-06-394993-3 | 23 października 2024 | ISBN 978-83-8242-649-6 |
| 11 | 9 czerwca 2014   | ISBN 978-4-06-395116-5 | 23 października 2024 | ISBN 978-83-8242-649-6 |

## Anime
Na podstawie mangi powstał 13-odcinkowy telewizyjny serial anime, za produkcję którego odpowiadało studio Zexcs. Serial wyreżyserował Hiroshi Nagahama, scenariusz napisał Aki Itami, a postacie zaprojektował Hidekazu Shimamura. Animacja została wykonana za pomocą rotoskopii. Seria była emitowana od 5 kwietnia do 29 czerwca 2013. Motywem otwierającym jest „Aku no hana” (jap. 惡の華) w wykonaniu Uchūjin z gościnnym udziałem Noko, Mariko Gotō i Shiho Nanby, natomiast końcowym „Hana -a last flower-” (jap. 花 -a last flower-) autorstwa Asa-Chang & Junray.

## Film live action
Adaptacja w formie filmu live action została wydana w Japonii 27 września 2019. Scenariusz do filmu napisała Mari Okada, reżyserią zajął się Noboru Iguchi, a muzykę skomponował Yasuhiko Fukuda. Piosenką przewodnią jest „Aku no hana” w wykonaniu Regal Lily.

### Obsada
Opracowano na podstawie źródła.
- Kentarō Itō – Takao Kasuga
- Tina Tamashiro – Sawa Nakamura
- Shiori Akita – Nanako Saeki
- Marie Iitoyo – Aya Tokiwa